# Caenocryptus polytomi
Caenocryptus polytomi är en stekelart som först beskrevs av Tschek 1872.  Caenocryptus polytomi ingår i släktet Caenocryptus och familjen brokparasitsteklar. Inga underarter finns listade.